# Christian Åkesson
Christian Åkesson, född 7 mars 1986, är en svensk skådespelare, komiker, programledare och manusförfattare uppvuxen i Staffanstorp.

## Biografi
Åkessons karriär började 2011 när han gjorde sketcher med Gina Dirawi i Ana Gina Show. 2012 medverkade han i Ballar av stål där han spelade karaktären Bemanningsmannen. Mellan 2012 och 2015 medverkade han i 8 säsonger av humorprogrammet Partaj på Kanal 5 med bland annat Johan Petersson, Christine Meltzer och Rachel Mohlin. Där är Åkesson mest känd för sina parodier på fotbollsmålvakten Andreas Isaksson och Jimmie Åkesson, där ledde han också 2013 Partajs årskrönika på samma kanal.
I humorserien Kurt & Lang på TV4 är Åkesson både upphovsman och skådespelare tillsammans med Mikael Riesebeck. Densamma medverkar Åkesson med i barnprogrammet Mattemacken på UR.
Mellan 2018 och 2021 är Åkesson komiker och programledare för underhållningsprogrammet Mumbo Jumbo på TV4 med bland andra Daniel Norberg, Louise Nordahl och Shanti Rydwall Menon. Åkesson är bland annat känd för sina parodier på Mandelmann, Kjell Bergqvist och Jockiboi.
På teaterscenen har Åkesson bland annat spelat i Partajs humorshow. Farsen Kuta och Kör med bland andra Allan Svensson, Lars-Åke Wilhelmsson och Ola Forssmed. Hösten 2021 spelade Åkesson Trazan i familjemusikalen Trazan och Banarne av Lasse Åberg tillsammans med bland andra Nassim Al Fakir, Charlott Strandberg och Christopher Wollter.
Christian Åkesson är utbildad vid Spykens teaterlinje och vid Medieinstitutet i Stockholm och började sin bana som barnskådespelare på Malmö Opera och på scenen i Lunds spexvärld.

## TV
- Dr Åsa S03 - 2009
- Cirkus Möller S01 - 2010
- VAKNA! med The Voice - 2011
- Ana Gina Show S01 - 2011
- Telefonpiraterna S01 - 2011
- Ballar av stål S03-S04 - 2011, 2012
- Partajs årskrönika (Kanal 5) - 2013
- Carpe fucking diem (P3) - 2013
- Sånt är livet (Kanal 5) - 2014
- Partaj (Kanal 5) S02-S09 - 2012-2015
- Jävla klåpare (TV-serie) - 2016
- Black widows S02 (TV3) - 2017
- Så mycket roligare (Kanal 5) - 2017
- Fångarna på fortet (TV4) - 2019
- Barncancergalan (TV4) - 2019
- Humorpriset (Kanal 5) - 2019
- Kurt & Lang (TV4) - 2020
- Mumbo Jumbo S01-04 (TV4) - 2018-2021
- Mattemacken (UR) -2021
- Solsidan S07 (TV4) - 2021
- Fartblinda S02 (TV4) - 2022
- Sommaren med Släkten S06 (Kanal 5) - 2022
- Herr Talman S01-S03 (SVT) - 2022-2024

## Teater
- Lundaspexarna (Bonifacius) -2007
- Lundaspexarna (Lincoln) - 2007
- Partaj på Cirkus (humorshow) - 2015
- Partaj på turné (humorshow) - 2016
- Arlövsrevyn (Nyårsrevyn) - 2017
- Julshow med Poplabbet - 2017
- Kuta och Kör (fars) Gunnebo Slott - 2018
- Trazan och Banarne (musikal) - 2021